# Рэйва

Каллиграфическое начертание

Рэйва (яп. 令和, МФА: [ɾe̞ːɰᵝa̠]о файле — «Прекрасная гармония») — нынешний период японского летосчисления, 248-й по счёту, начиная от эры Тайка. Период Рэйва начался в Японии в день, когда новый император Японии — Нарухито — взошёл на престол 1 мая 2019 года в качестве 126-го императора, сменив своего отца — императора Акихито, который 30 апреля 2019 года отрёкся от Хризантемового трона. Таким образом, с 8 января 1989 года по 30 апреля 2019 года продолжалось летосчисление Хэйсэй («Установление мира»), а 1 мая — началось летосчисление Рэйва («Прекрасная гармония»). Источник названия периода Рэйва — предисловие к 32 поэмам о цветах слив в «Манъёсю»; это первый случай принятия для эры названия с источником в родной литературе.

## Общая информация
Япония официально использует два вида летосчисления: общепринятое мировое (до Рождества Христова / от Рождества Христова) и традиционное японское, закрепившееся с VII века. Второе летосчисление состоит из так называемых «гэнго» (эпох, периодов или эр) с собственными названиями: каждая новая эпоха начиналась с момента восхождения на престол нового императора и заканчивалась с его смертью, отречением от престола или прямым постановлением о смене эпохи. С VII века и вплоть до правления императора Акихито в истории Японии миновало 247 эпох: первой была Тайка (645—650 годы), 247-й по счёту — Хэйсэй (1989—2019).
В отношении русского языка существует не имеющая по своему составу ни японского, ни какого-либо восточноазиатского аналога формулировка «девиз правления» для описания названия периода традиционного летосчисления (то есть «эры») в Японии, Китае и других азиатских странах. Поскольку «название эры» в современной Японии (年号 нэнго: или официально 元号 гэнго:) ещё с 1989 года не происходит от императора, и о каком-либо «правлении» утверждать тоже спорно (император Японии не имеет права участвовать в управлении страной), выражение не применяется в этой статье.

## Смена эры

### Предшествующие обстоятельства

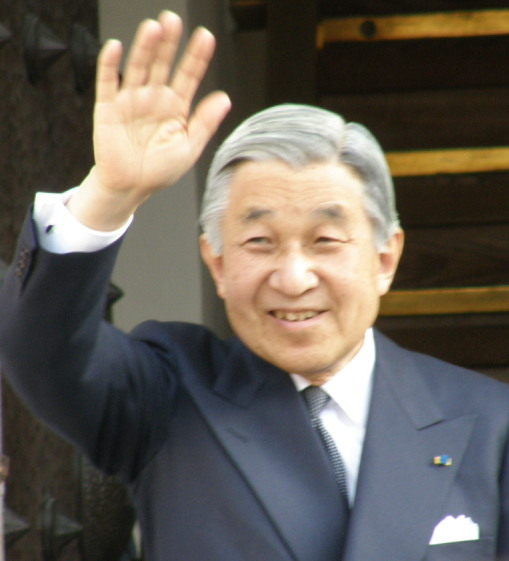
Император Акихито

Впервые император Акихито высказался о намерении отречься от престола в частном порядке 22 июля 2010 года. Через шесть лет 8 августа 2016 года он уже публично сообщил об этом в своём видеообращении, снятом за день до опубликования, и показанном Управлением Императорского двора Японии. На тот момент императору было уже 82 года, и он объявил о том, что хотел бы уступить престол Наследному принцу Нарухито, опасаясь того, что скоро не сможет исполнять свои обязанности ввиду преклонного возраста.
В Японии в 2019 году на основании положений из специально для этого единичного случая подготовленного закона от 16 июня 29 года Хэйсэй № 63 «О связанных с императорским отречением исключениях из традиционных положений об Императорском доме» (天皇の退位等に関する皇室典範特例法 тэнно:-но тайи то:-ни кан суру ко:сицу тэмпан токурэй хо:) состоялось отречение действующего императора от престола — впервые за 202 года — после чего на основании положений из того же закона был интронизирован наследный принц Нарухито. Принимая данное событие наследования престола, на основании положений, указанных в законе от 12 июня 54 года Сёва № 43 «Об эре» (元号法 гэнго: хо:), будет проведена смена эры — с «Хэйсэй» на «Рэйва». Это будет первый случай смены периода по случаю  наследования императорского престола, вызванного отречением от него действующего императора, с тех пор, как в 1890 году в Японии было установлено конституционное правление (Конституция Мэйдзи). Закон «Об исключениях…» не предусматривает возможности для последующих отречений и был создан парламентом Японии из сочувствия желанию императора Акихито сойти со своей должности.
В Японии этот процесс называют либо «уступлением престола наследнику» (譲位 дзё:и), либо «(прижизненным) отречением от престола» (生前退位 сэйдзэн тайи). Ввиду политической обстановки в Японии первая формулировка проблематична: по действующей конституции, принятой в 1947 году, император не может принимать участия в политическом управлении страной, а в «уступлении наследнику» усматривается политический оттенок, отчего государственная телерадиокомпания NHK ввела в оборот термин «отречение» (退位 тайи), преподносящий уступление престола как в первую очередь личное решение императора отречься. Когда в 2016 году император Акихито впервые публично сообщил о своём желании уступить Хризантемовый трон, NHK в своём репортаже 13 июля 2016 года назвали это «прижизненным отречением»; чему сперва последовали остальные японские СМИ. Через несколько месяцев императрица Митико, супруга императора Акихито рассказала на своём дне рождения 20 октября о том, что формулировка о прижизненном отречении, когда она увидела эти слова огромными иероглифами в заголовках новостей, «шокировала» её, и она сказала, что «таких слов в истории [Японии]» она «ещё не находила». Слова Митико оказались опубликованы в прессе, после чего ряд СМИ немедленно полностью отказались от этого выражения, перейдя на «уступление престола». Реакцию супруги императора можно пояснить тем, что в японском языке «сэйдзэн» («прижизненный») говорят чаще всего про деяния людей, которые уже умерли, и тем самым слово вызывает ассоциации со смертью и напоминает собой русское «предсмертный».

### Выбор названия
В отличие от предыдущих случаев смены эры, последний из которых произошёл в 1989 году с началом периода Хэйсэй, в 2019 году в Японии повсеместно распространились офисная техника и Интернет; во избежание технических трудностей из-за перевода календаря на новое летосчисление, было решено впервые в истории конституционной Японии (с 1890 года) объявить название новой эры до начала самой эры за целый месяц, чтобы дать компаниям время на подготовку. Запись названия «Рэйва» латинским алфавитом — «Reiwa»; согласно высокопоставленному чиновнику из правительства, все варианты названия нового периода, начинавшиеся в латинской записи на «M», «T», «S» или «H» (соответствующие Мэйдзи, Тайсё, Сёва и Хэйсэй) были отвергнуты на первой же стадии. На основании закона от 1 июля 21 года Хэйсэй № 66 «Об обработке государственных документов» (公文書等の管理に関する法律 ко:бунсё то:-но канри-ни кан суру хо:рицу), документы о решениях касательно процесса выбора нового названия эры засекречиваются (остаются на государственном учёте и хранении) на период длительностью в 30 лет.
Показанная при объявлении табличка с каллиграфией (официально 墨書 бокусё) также в качестве документа переходит в разряд государственной собственности и будет храниться государством. Последнее решение обусловлено опытом, полученным после того, как во время предыдущей смены периода в 1989 году на Хэйсэй тогдашний главный секретарь Кабинета министров Кэйдзо Обути показал табличку с иероглифами «Хэйсэй» (平成), она ушла в частную собственность к тогдашнему премьер-министру Нобору Такэсите, а впоследствии Дайго Такэсита, известный под псевдонимом DAIGO как певец, актёр, музыкант и звезда японского телевидения, и приходящийся Нобору внуком, на одном из ток-шоу похвастался тем, что та самая табличка с каллиграфией, начавшая собой эру Хэйсэй, находится у его семьи Такэсита дома. В ответ на это в Национальном архиве Японии связались с представителями семьи Такэсита и в сентябре 2009 года получили у них табличку сперва на временное хранение, а потом и в качестве добровольного пожертвования с марта 2010 года навсегда; закон же в тот же 2009 год был изменён.
В конце февраля 2019 года главный секретарь Ёсихидэ Суга занялся обработкой первоначального списка из около 20 кандидатур, подготовленного ответственной командой во главе с помощником главного секретаря Кадзуюки Фуруей. В конце февраля — начале марта Суга доложил о ходе дела премьер-министру Синдзо Абэ. Абэ сказал, что все варианты плохие, и потребовал от Суги новый список. Суга и Фуруя после этого 14 марта официально поручили задачу экспертам по национальной и китайской классической литературе. 27 марта Абэ, Суга, Кадзухиро Сугита (заместитель главного секретаря) и Фуруя на обсуждении вчетвером сошлись во мнении о том, что лучшим вариантом из полученных является «Рэйва». По-видимому тогда же закрепился размер итогового списка в шесть конечных кандидатур. До появления варианта «Рэйва» Абэ выше всего оценивал взятый из «Кодзики» вариант «Эйко» (英弘), но потом сказал, что более предпочтителен вариант из «Манъёсю», чем из вовсю прославляющей императорское правление японской хроники «Кодзики».

### Объявление названия

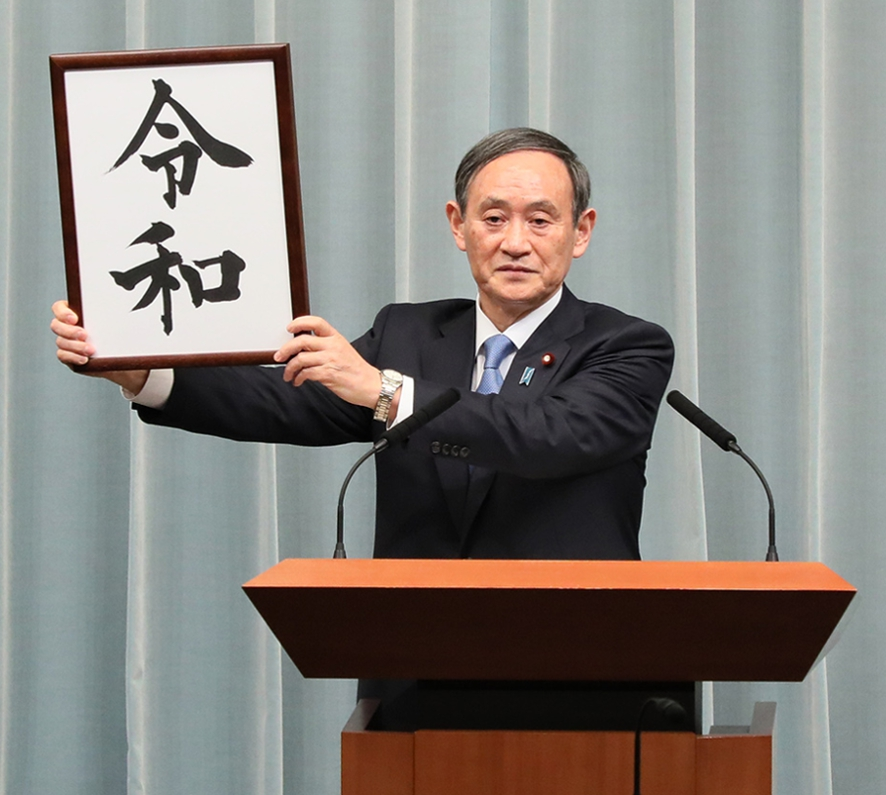
Главный секретарь Кабинета министров Ёсихидэ Суга провозглашает название новой эры Рэйва (1 апреля 2019)

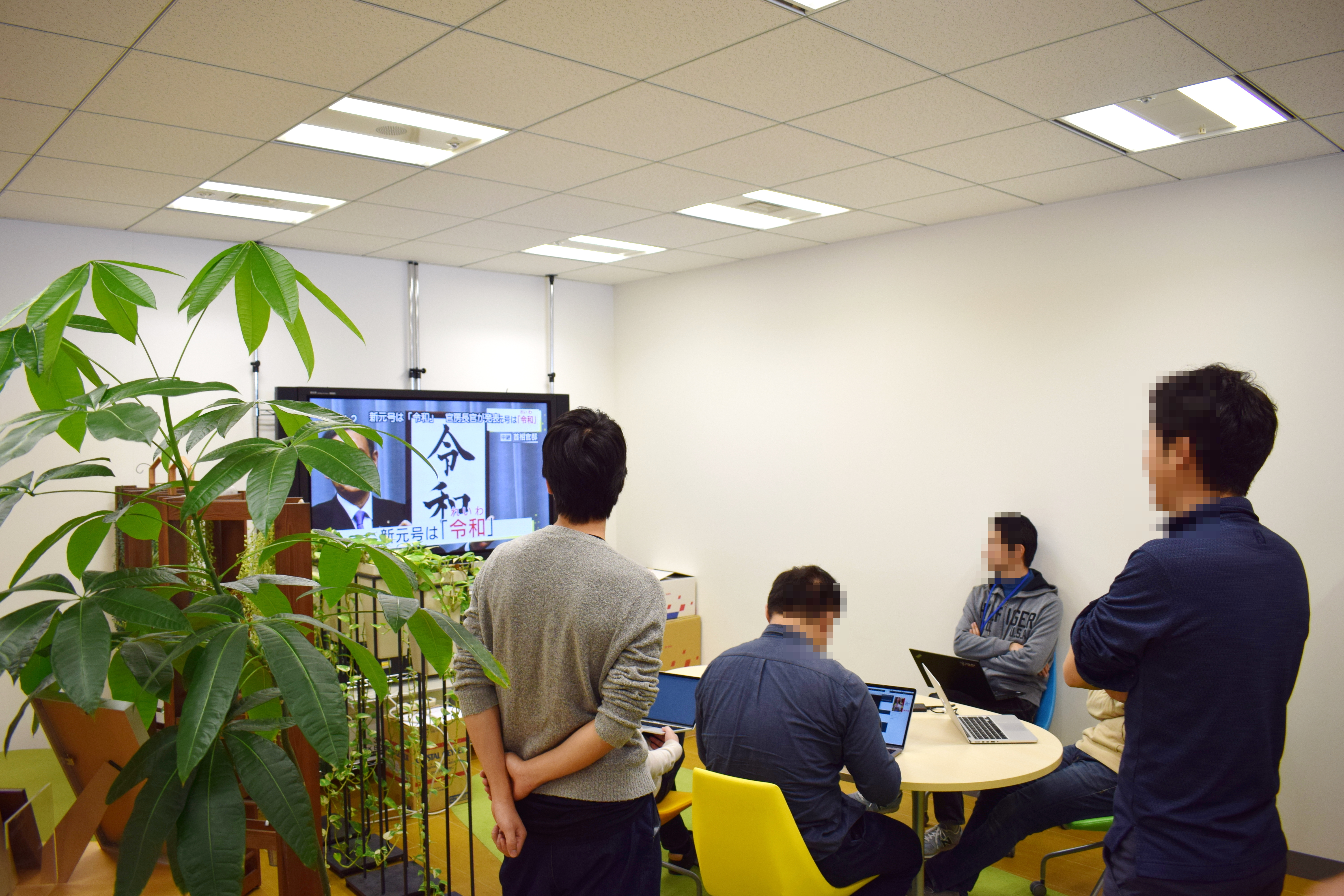
Японские офисные работники смотрят трансляцию объявления следующей эры (1 апреля 2019)

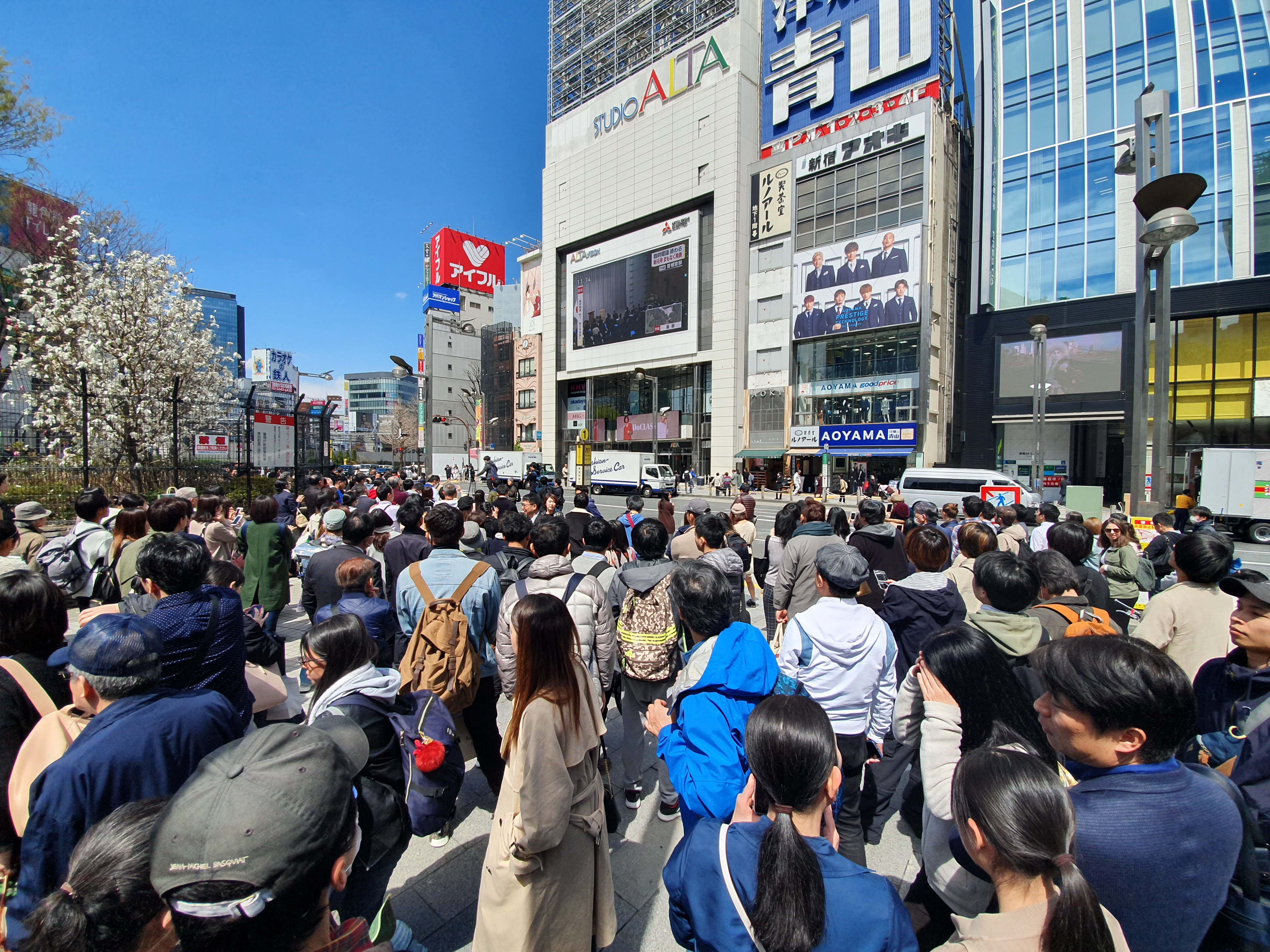
Синдзюку в Токио, где по большому экрану на стене здания у станции транслировалось объявление (1 апреля 2019)

1 апреля 2019 года в резиденции премьер-министра Японии в 9:30 утра по японскому времени была открыта «конференция по названию эры» (元号に関する懇談会 гэнго: ни кан суру конданкай), в которой приняли участие в качестве гостей девять представителей интеллектуальной элиты страны. Выбор осуществлялся с поочерёдным учётом мнения каждого из приглашённых. Конференция длилась около 40 минут и завершилась в 10:08.
| Имя и фамилия      | Должности, звания по состоянию на 1 апреля 2019                            | Должности, звания по состоянию на 1 апреля 2019                                              |
| Имя и фамилия      | Фактор влиятельности                                                       | Основная должность или профессия                                                             |
| ------------------ | -------------------------------------------------------------------------- | -------------------------------------------------------------------------------------------- |
| Ёсио Окубо         | Председатель Японской коммерческой вещательной ассоциации                  | Президент и генеральный директор Телевизионной сети Ниппон                                   |
| Ицуро Тэрада       | XVIII главный судья Верховного суда Японии (2014—2018)                     | Юрист                                                                                        |
| Каору Камата       | Председатель Ассоциации частных университетов и колледжей Японии           | XVI ректор университета Васэда                                                               |
| Кодзиро Сираиси    | Председатель Японского союза прессы                                        | Председатель Холдинга Ёмиури-Симбун                                                          |
| Марико Хаяси       | XCIV лауреат премии имени Сандзюго Наоки (вторая половина 1985)            | Писательница                                                                                 |
| Мидори Миядзаки    | Участница Государственного совета префектуры Токио по вопросам образования | Профессор и декан факультета интернационального образования Экономического университета Тиба |
| Рёити Уэда         | Председатель Азиатско-тихоокеанского вещательного союза                    | Председатель Японской вещательной корпорации (NHK)                                           |
| Садаюки Сакакибара | Почётный председатель Японской деловой федерации                           | Деловой советник при корпорации Toray                                                        |
| Синъя Яманака      | Лауреат Нобелевской премии по физиологии или медицине (2012)               | Главный исследователь в Центре исследований iPS-клеток Киотского университета                |

По поступившей на следующий день в СМИ информации, на конференции было выдвинуто к обсуждению шесть вариантов нового названия:
- 英弘 эйко: — из японского «Кодзики»[16];
- 久化 кю:ка — из китайского источника;
- 広至 ко:си — одновременно из китайского «Ши-цзина» и японского «Нихон сёки»[20];
- 万和 банна — из китайского «Вэнь сюаня» и ещё какого-то китайского источника[21]; одно из всего 13 предложений от крупнейшего в Японии исследователя китайской поэзии Тадахисы Исикавы[яп.], в прошлом ректора университета Нисёгакуся[яп.][22];
- 万保 бампо: — из китайского источника;
- 令和 рэйва — из японского «Манъёсю»[16][20][21][22].

По словам Синдзо Абэ, участники конференции единодушно проявили мнение о том, что название для новой эры должно иметь японский источник, и вариант «Рэйва» поддержало большинство из них.
После окончания конференции с интеллектуальной элитой Японии, около 10:20 утра в резиденции председателя Палаты представителей были также выслушаны по поводу списка вариантов мнения председателя Палаты представителей Тадамори Осимы и его заместителя Хиротаки Акамацу, а также председателя Палаты советников Тюити Датэ и его заместителя Акиры Гундзи. В резиденции премьер-министра между ~11:00 по 11:15 было открыто заседание всего Кабинета министров, и, после проведения внеочередного совещания по поводу всех шести вариантов и учтённых по ним мнений, решение Кабинета во главе с премьер-министром Синдзо Абэ о названии новой эры было достигнуто и принято. После этого главный секретарь Управления Императорского двора Синъитиро Ямамото направился и доставил официальную депешу в Императорский дворец в Токио, а его заместитель Ясухико Нисимура — в дворец Тогу, резиденцию наследного принца. После этого в 11:41 утра по японскому времени, с опозданием в 11 минут от запланированного, главный секретарь Кабинета министров Ёсихидэ Суга объявил название новой эры для прессы и широкой общественности:

Только что на совещании Кабинета министров принято было решение о выпуске постановления Правительства о смене периода и извещения Кабинета министров о его наименовании [sic].
Новая эра будет называться — Рэйва.
Оригинальный текст (яп.)先ほど閣議で元号を改める政令および元号の呼び方に関する内閣告示が閣議決定をされました。
新しい元号は「令和」であります。
— главный секретарь Кабинета министров Японии Ёсихидэ Суга
после чего завершил объявление, продемонстрировав табличку с каллиграфически выписанными иероглифами «Рэйва» на бумаге васи; надпись выполнил Осами Модзуми. Процесс объявления был аналогичен тому, как 30 лет назад был провозглашён период Хэйсэй.

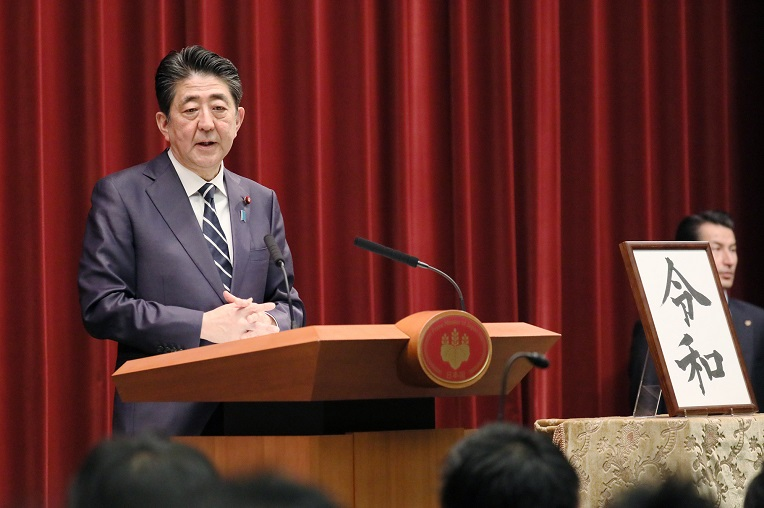
Премьер-министр Японии Синдзо Абэ отвечает на вопросы прессы (1 апреля 2019）

В 12:05 премьер-министр Синдзо Абэ дал интервью, в котором рассказал в том числе о значении названия новой эры: «Все люди находятся в прекрасной душевной гармонии друг с другом, культура рождается и укрепляется» (人々が美しく心を寄せ合う中で文化が生まれ育つ).
В тот же день постановление от 1 апреля 31 года Хэйсэй № 143 правительства «О смене эры» (оригинальный текст: 元号を改める政令) получило формальное одобрение императора и было опубликовано в IX внеочередном номере правительственной газеты «Кампо» с датой исполнения на 1 мая 2019 года. Там же было размещено извещение от 1 апреля 31 года Хэйсэй № 1 Кабинета министров «О прочтении названия эры» (оригинальный текст: 元号の読み方に関する内閣告示), указывающее прочтение через фуригану как 令和.
Всем 195 странам и международным организациям, официально признаваемым Японией, было выслано оповещение о том, что латинским алфавитом название новой эры записывается как Reiwa.
Сразу после объявления в Японии, в мировых СМИ начали освещать это событие, причём в репортажах использовались самостоятельно сделанные переводы и интерпретации значения слова «Рэйва», иногда сильно отличающиеся и противоречащие друг другу. В связи с этим 3 апреля Министерство иностранных дел Японии разослало всем посольствам Японии за рубежом инструкцию передавать значение «Рэйва» на английском языке как beautiful harmony — «прекрасная гармония» (в обратном переводе на японский «美しい調和»).

### Официальное наступление эпохи

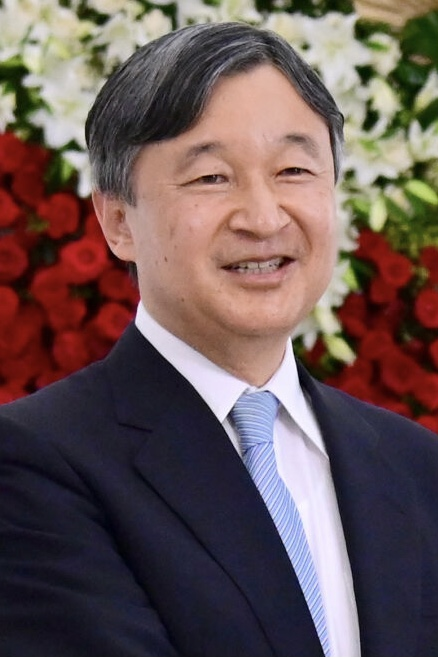
Император Нарухито

26 апреля 2019 года император Акихито и императрица Митико приняли участие в церемонии награждения борцов за сохранение окружающей среды и учёных, изучавших живую природу. Это был последний раз, когда Акихито и Митико официально вышли в свет в качестве царствующей четы. Церемония отречения Акихито от престола состоялась 30 апреля 2019 года. Утром того дня император, облачившись в средневековые одежды, посетил три синтоистских святилища на территории дворца — храм богини Аматэрасу; храм, посвящённый прежним японским императорам; храм, посвящённый богам синтоизма — и совершил ритуалы, ознаменовывавшие отречение от престола. Позже состоялась официальная церемония в присутствии 300 гостей, на которой с докладом выступил премьер-министр Синдзо Абэ, сообщивший об отречении императора и поблагодаривший его за правление. Сам Акихито выступил с короткой речью, в которой выразил благодарность своим подданным за принятие его в качестве символа нации. На церемонии отречения присутствовали также главы парламента Японии и Верховного суда. 1 мая 2019 года в 0:00 по токийскому времени наследный принц Нарухито официально взошёл на престол императора и стал 126-м по счёту в истории Японии императором. Официальная церемония интронизации была запланирована на октябрь 2019 года. В канун передачи власти Нарухито сказал, что готов взять на себя новую роль, подходящую нынешнему времени, но намерен ориентироваться на пример отца.
По случаю начала эпохи Рэйва были объявлены 10-дневные выходные, которые начинались 27 апреля и заканчивались 6 мая 2019 года: на это время закрывались не только компании, но и образовательные учреждения. При этом не все японцы испытывали энтузиазм от подобных выходных: работавшие с почасовой оплатой люди были обеспокоены сокращением доходов, а родители переживали, что не смогут занять своих детей на время каникул. Само наступление эпохи сопровождалось народными гуляниями и различными праздничными мероприятиями (в том числе запуском фейерверков), хотя в целях безопасности вокруг императорского дворца усилили охрану. В токийском районе Сибуя, где по традиции отмечается начало нового года, собрались несколько миллионов человек, чтобы отметить начало новой эпохи; в префектуре Гифу на станцию технического обслуживания под названием «Хэйсэй» для этой же цели прибыло большое количество посетителей (на стоянке удалось насчитать около 200 машин). В токийском аэропорту Ханэда японская национальная авиакомпания All Nippon Airways вручила подарки пассажирам, садившимся на последний рейс эпохи Хэйсэй и первый рейс эпохи Рэйва. На телебашню Tokyo Skytree была спроецирована надпись «Спасибо, Хэйсэй!». Около 70 сумоистов высокого ранга в Токио специально выстроились в форму двух иероглифов, которыми записывается название эры Рэйва, а в ОАЭ на головном офисе высотой 340 м Национальной нефтяной компании Абу-Даби зажгли светодиодную иллюминацию.

## Название

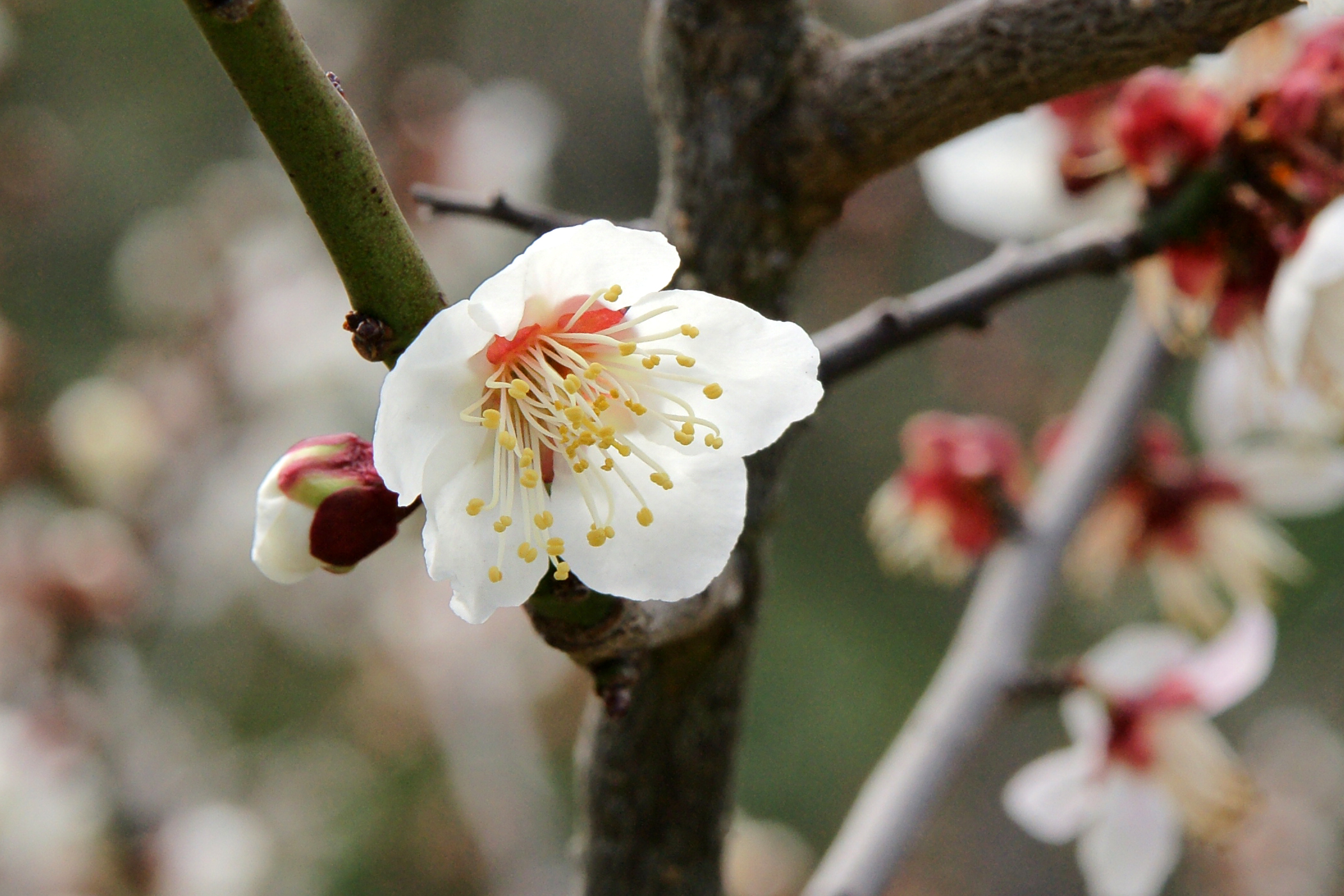
Цветы слив в Минабе, префектура Вакаяма. Родиной их вида — Prunus mume — является Китай; в те времена он был не так давно завезён в Японию, и воспринимался как заморское новшество.

Иероглифы взяты из составленного в VIII веке (период Нара) сборника японской поэзии в жанре вака — «Манъёсю». Это первый за 1300-летнюю историю системы традиционного летосчисления случай, когда название эры было взято не из литературы Китая.
Язык материала сборника «Манъёсю» — старояпонский, но заголовки и сопроводительный текст в нём написаны на классическом китайском. В пятой книге этого сборника есть заголовок «梅花謌卅二首并序», что можно перевести с китайского как «тридцать две песни о цветах слив, и к ним предисловие»; это предисловие также выполнено на литературном китайском языке и предваряет собой поэмы № 815 по № 846, посвящённые цветению слив. Ниже приведён без перевода полный текст предисловия (пунктуация добавлена):

梅花歌卅二首并序 / 天平二年正月十三日，萃于帥老大伴旅人之宅，申宴會也。于時，初春令月，氣淑風和。梅披鏡前之粉，蘭薰珮後之香。加以，曙嶺移雲，松掛羅而傾蓋，夕岫結霧，鳥封穀而迷林。庭舞新蝶，空歸故鴈。於是，蓋天坐地，促膝飛觴。忘言一室之裏，開衿煙霞之外。淡然自放，快然自足。若非翰苑，何以攄情。請紀落梅之篇，古今夫何異矣。宜賦園梅，聊成短詠。
В нём повествуется о весеннем банкете под цветами слив, состоявшемся во 2 год Тэмпё (730 год по юлианскому календарю) в доме у Отомо-но Табито, занимавшего тогда пост генерал-губернатора (帥  соти) дадзайфу при рицурё; дом был неподалёку от самого здания дадзайфу — скорее всего, к северо-западу от него приблизительно на месте, где теперь стоит синтоистское святилище Сакамото-Хатимангу (33°31′00″ с. ш. 130°30′49″ в. д.) в нынешнем городе Дадзайфу префектуры Фукуока.

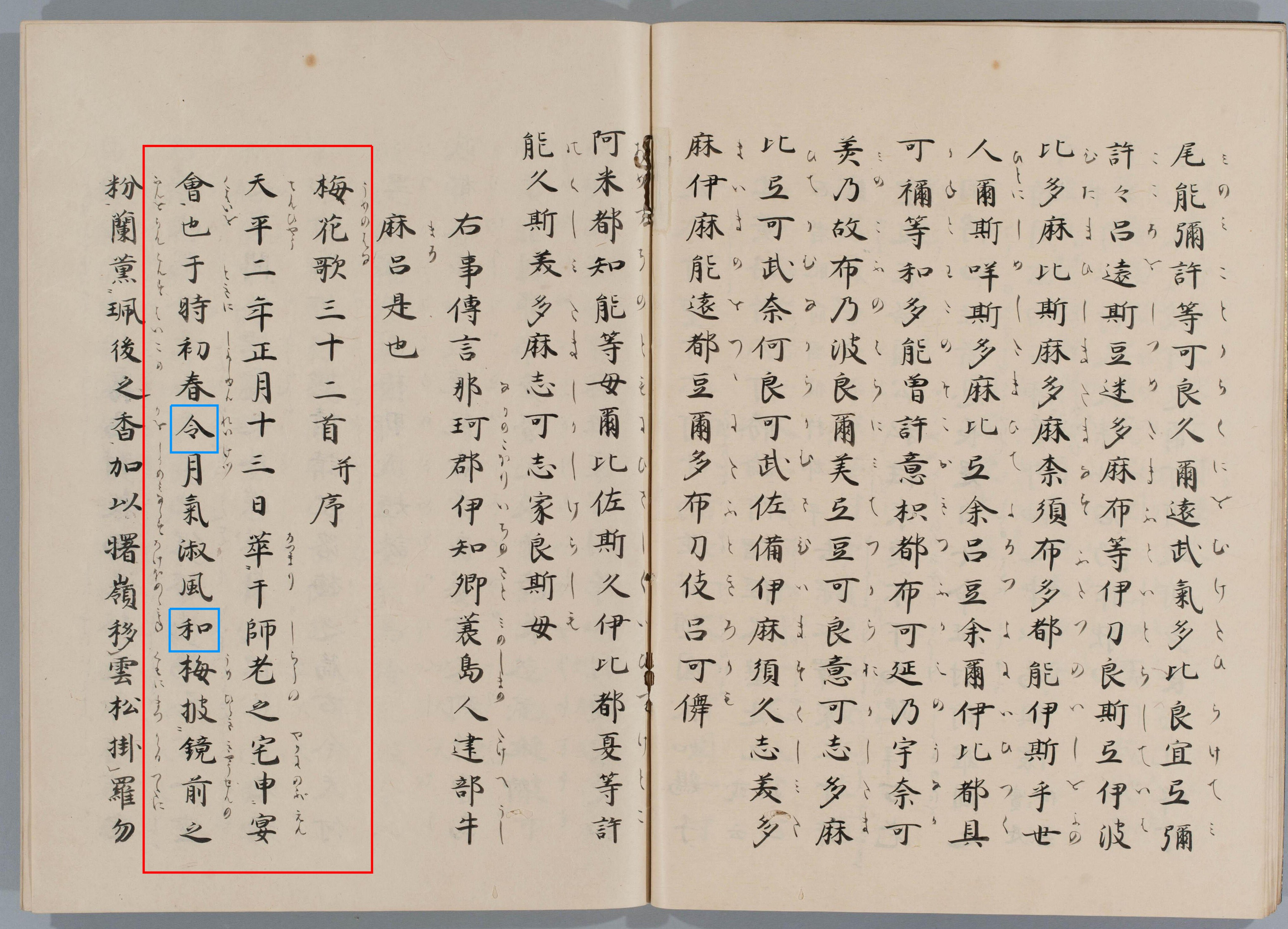
Иллюстрация при помощи страницы из одной из рукописей. Значки каны и камбун-кундоку добавлены позднее и отражают понимание текста «Манъёсю» на сотни лет позже, но всё ещё в средние века; современным исследователям известно о языке «Манъёсю» больше.

В тексте выше подчёркнут ключевой фрагмент, который можно обозначить как непосредственный контекст для иероглифов «рэй» 令 и «ва» 和, составивших в 2019 году название эры Рэйва:

于時，初春令月，氣淑風和。梅披鏡前之粉，蘭薰珮後之香。
[ʔɨʌ d͡ʑɨ, t͡ʃʰɨʌ t͡ɕʰiuɪn liᴇŋH ŋʉɐt̚, kʰɨiH d͡ʑɨuk̚ pɨuŋ ɦuɑ. muʌi pʰˠiᴇ kˠiæŋH d͡zen t͡ɕɨ pɨunX, lɑn hɨun buʌiH ɦəuX t͡ɕɨ hɨɐŋ]
Поскольку в то время китайский язык ещё не был интегрирован в японский в той мере, в которой это произошло в последующие века, а хирагана и катакана ещё не существовали, а также поскольку даже никаких свидетельств о чтении китайских текстов по-японски в это время нет, отрывок приведён вместе с реконструкцией среднекитайского произношения по Чжэнчжан Шанфану (2003); примерно так его читал составитель, вероятно, сам Отомо-но Табито, знаток китайской литературы.
Через пару веков, уже в период Хэйан, в Японии сложилась традиция чтения китайских текстов при помощи формализованного полуперевода их на японский язык, продолжающаяся и по сей день, называемая камбун-кундоку. В переложении на поздний стандарт бунго этот отрывок приобретает, среди прочих возможных, следующий облик:

時に、初春の令月にして、氣淑く風和ぎ、梅は鏡前の粉を披き、蘭は珮後の香を薫す。
Токи-ни, сёсюн-но рэйгэцу-ни ситэ, ки ёку кадзэ явараги, умэ-ва кё:дзэн-но ко-о хираки, ран-ва хайго-но ко:-о каорасу.
Данный вариант переложения на японский приведён как основной, потому что он оказался в апреле 2019 года самым часто цитируемым. Есть и другие, незначительно отличающиеся: например, 令月 перекладывается иными исследователями как 令き月 (ёки цуки), а 風和 как 風和み (кадзэ нагоми…); синтаксис тоже может быть не в точности таким же. Некоторые читают все китаизмы по прочтениям гоон — 令月 (рёːгати), что не имеет влияния на их значение, но в каком-то смысле противоречит названию эры Рэйва, потому что в том применён канъон для первого кандзи. Так или иначе, все эти различия в японском бунго несущественны.
Из перевода «Манъёсю» на русский язык за авторством А. Е. Глускиной (добавлено выделение курсивом соответствий «рэй» и «ва»):

13 дня 1-го месяца 2-го г. Тэмпё все собрались в доме благородного старца — генерал-губернатора Дадзайфу, пировали и сочиняли песни. Был прекрасный месяц ранней весны. Приятно было мягкое дуновение ветерка. Сливы раскрылись, словно покрытые белой пудрой красавицы, сидящие перед зеркалом. Орхидеи благоухали, словно пропитанные ароматом драгоценные женские пояса, украшенные жемчугом. А в час зари возле горных вершин проплывали белые облака, и сосны, покрытые лёгкой дымкой, слегка наклоняли зелёные верхушки, словно шёлковые балдахины. В часы сумерек горные долины наполнялись туманом, и птицы, окутанные его тонким шёлком, не могли найти дорогу в лесах.
В саду танцевали молодые бабочки, а в небе возвращались на родину старые гуси. И вот, расположившись на земле под шёлковым балдахином небес, мы придвинулись друг к другу и обменивались чарками с вином, забыв „о речах в глубине одной комнаты“ и, „распахнув ворот навстречу туману и дыму“, мы всем сердцем почувствовали свободу и с радостью ощутили умиротворение.
И если не обратиться к „садам литературы“, то чем ещё выразить нам свои чувства?

В китайской поэзии уже есть собрание стихов об опадающих сливах. Чем же будет отличаться нынешнее от древнего? Тем, что мы должны воспеть прекрасные сливы этого сада, сложив японские короткие песни — танка.— перевод А. Е. Глускиной

### Китайское влияние
Ещё до возникновения названия эры Рэйва про фразу в «Манъёсю» отмечалось, что она содержит аллюзию на китайское произведение под названием «Рапсодия о возвращении домой на поля» (歸田賦), написанное в 138 году н. э. Чжан Хэном и включенное в имевшую во времена жизни Отомо-но Табито широкое хождение антологию «Вэнь сюань». В нижнем фрагменте:

於是仲春令月，時和氣淸；原隰鬱茂，百草滋榮。
содержатся те же самые иероглифы 令 «рэй» и 和 «ва» в том же синтаксисе и с тем же смыслом.
Сам предполагаемый автор названия «Рэйва», крупнейший в Японии исследователь «Манъёсю» Сусуму Наканиси указывал ещё в 1984 году на то, что означенное предисловие в «Манъёсю» построено по образцу произведения китайского каллиграфа Ван Сичжи под названием «Предисловие к стихотворениям, сочинённым в Павильоне орхидей» (蘭亭集序), и что аналогичное предисловие в «Манъёсю» было составлено в пору, когда японская государственность и культура провели реформацию по образцу китайских из империи Тан и восприняли привнесённый из Китая буддизм.
Согласно газете «Токио симбун», стремление премьер-министра Синдзо Абэ подчеркнуть японское происхождение названия эры Рэйва обусловлено желанием заручиться поддержкой националистически настроенной части японского электората. В той же статье были опубликованы комментарии от нескольких профессоров и исследователей классической литературы, приветствующие факт оммажа на китайскую классику, обращающие внимание на то, что в культуре Японии и других стран Восточной Азии очень многое тесно связано с культурой Китая до состояния принципиальной нераспутываемости, и напоминающие о бесперспективности попыток чёткого разграничения китайского и японского с идеей исключения китайского как якобы теперь «чуждого».

### Значение и перевод
Первым из официальных лиц значение названия эры Рэйва прокомментировал Синдзо Абэ. 3 апреля Министерство иностранных дел Японии разослало всем посольствам Японии за рубежом инструкцию при необходимости выражать значение слова «Рэйва» на английском языке делать это словами «beautiful harmony» («прекрасная гармония», в обратном переводе на японский «美しい調和» уцукусии тё:ва), чтобы поспособствовать этим распространению в мире «правильной трактовки» первого кандзи. Репортажи этой новости имели популярность в самой Японии и послужили для японского населения более-менее конкретной по сравнению с многословной интерпретацией от Абэ информацией о том, какой смысл должен вкладываться в иероглифы новой эры.
По запросу Министерства здравоохранения, труда и благосостояния Японии Институтом японского жестового языка (日本手話研究所 Нихон сюва кэнкю:дзё) при Всенациональном центре совершенствования жестового языка (全国手話研修センター Дзэнкоку сюва кэнсю: сэнта:) создан официальный перевод «Рэйва» на японский жестовый язык: для его выражения сперва пальцы правой руки собирают в подобие смотрящего вверх венчика, а затем руку отдаляют от себя, одновременно раскрывая ладонь; это символизирует раскрытие цветков слив, воспетых в «Манъёсю».
При этом многозначность составляющих название новой эры иероглифов допускает кардинально различающиеся между собой интерпретации, необязательно строго привязанные к контексту их употребления в «Манъёсю» или указанию государственных служащих. Так, обычным значением иероглифа 令 (рэй, рёː) является «приказ» (к повиновению), «заставить» (сделать что-то), «закон» (см. система рицурё), а контекст «Манъёсю» не подразумевает трактовку 和 (ва) как «согласие» или «гармония». Также из-за того, что распространённый в целом иероглиф 令 (рэй) очень редко используется в значении «хороший» или «прекрасный» (кунъёми: よい ёй), 1 апреля 2019 года многим пришлось искать его в словарях. При том логичным шагом было обратиться к фигурирующему в контексте цитаты из «Манъёсю» слову «рэйгэцу» (令月). Именно в контексте «Манъёсю» это переводится как «хороший» либо «прекрасный месяц». Вне контекста «Манъёсю» в ряде японских словарей (но не всех) это очень редкое слово определяется сперва как «благоприятный» или «счастливый месяц» и уже потом как «хороший»; при том нужно учитывать, что для индивидуального иероглифа 令 (рэй) первые два значения не приведены ни в одном словаре, а ближайшим синонимом к 令 (рэй) в этом случае исторически является 善 (дзэн), у которого такие значения в особом порядке тоже не выделяются. Данное обстоятельство привело ещё и к тому, что в апреле 2019 получили довольно широкое распространение интерпретации «Рэйва» как чего-то вроде «удачливой гармонии», хотя это не может быть обусловлено ни контекстом «Манъёсю», ни индивидуальным значением 令 (рэй).
По существу такую же позицию по интерпретации, как и государство, занял крупнейший исследователь «Манъёсю» в Японии Сусуму Наканиси: он предложил объяснение первого иероглифа «рэй» через поэтическое японское слово 麗しい (урувасии), близко соответствующее русскому «прекрасный», но с нюансом «совершенства» или «правильности» (ср. «правильные черты лица»), а второго иероглифа «ва» — как «гармонии» (на классическом японском языке 和 ва), то есть, по словам Наканиси, состояния общества, в котором каждый человек наделён собственным достоинством и задействует и позволяет жить достоинству каждого другого человека, и все люди живут дружно. Деление на календарные эры, практиковавшееся когда-то в ряде восточноазиатских стран, начиная с Китая, после событий конца XIX — начала XX века сохранилось только в Японии, и может в современном контексте уже рассматриваться как часть уникальной японской культуры, определяющая бытность японской нации. Наканиси, бывший в 1940-е годы подростком (1929 года рождения), выразил уверенность в том, что являть собой пример и призывать весь остальной мир к свойственной на уровне чувства каждому японцу и японке гармонии — есть миссия японцев как нации после ужасных событий Второй мировой войны, в которой одних только самих японцев погибло не менее 3 000 000 человек. О значении 令 (рэй) Сусуму Наканиси отметил также, что иероглиф используется для проявления уважения (участвуя как префикс в таких словах как 令息 рэйсоку «[ваш] прекрасный сын» и 令嬢 рэйдзё: «[ваша] прекрасная дочь»); именно в уважении Наканиси видится залог развития каждого человека, и он выразил надежду на то, что люди будут чувствовать это, когда будут отныне встречать в жизни слово Рэйва.

### Произношение
Японское ударение в слове «Рэйва» не подлежит стандартизации со стороны государства, которое по закону определяет лишь кандзи названия эры и соответствующую им кану. Как главный секретарь Кабинета министров Ёсихидэ Суга при объявлении 1 апреля названия будущей эры, так и премьер-министр Синдзо Абэ на последовавшем интервью прессе оба воспользовались ударением атамадака: れいわ; в то же время для слов со вторым элементом «ва» (和) характерен хэйбан — как в слове へいわ (平和 — мир, отсутствие войны), не опускающийся после конца слова, и ударение по такому типу приняла после объявления вещательная компания TBS, в то время как в NHK предпочли атамадака, а другие вещательные компании ограничились тем, что порекомендовали дикторам индивидуально придерживаться только какого-то одного ударения в своей речи. Согласно профессору Синъити Танаке (田中真一) из университета Кобе, с точки зрения японского языка для «Рэйва» более естественен хэйбан; по его предположению, со временем он и победит.
Кириллическое «Рэйва» — транскрипция по системе Поливанова. Профессор из Токийского университета Цуёси Кодзима и вовсе предложил как более подходящую транслитерацию на латиницу использовать Leiwa вместо официального Reiwa, с учётом особенностей произношения фонем /r/ и /l/ в большинстве европейских и не только языков.

## Соответствие годов
| 1 мая 2019 года — наст. вр. |
| --------------------------- |

| Год Рэйва               | 1    | 2    | 3    | 4    | 5    | 6    | 7    | 8    |
| ----------------------- | ---- | ---- | ---- | ---- | ---- | ---- | ---- | ---- |
| Григорианский календарь | 2019 | 2020 | 2021 | 2022 | 2023 | 2024 | 2025 | 2026 |

Разница между числом, выражаемым двумя последними цифрами обозначения года по григорианскому календарю, и числом, выражаемым цифровым обозначением года Рэйва, составляет 18.

## Прочие сведения
Согласно профессору Масахару Мидзуками (水上雅晴) из университета Тюо, во времена, когда то, как будет называться эра, определял лично император, на одном из собраний-нантин (яп. 難陣), на которых придворная аристократия обсуждала варианты для предложения их императору, однажды был выдвинут вариант, взятый из «Нихон сёки», но не был избран. На обсуждении, предшествовавшем смене эры на Хэйсэй, тоже в качестве кандидатур присутствовал не прошедший в итоге отбор вариант с неким японским источником.
Иероглиф 令 (рэй) никогда ранее не применялся в названии периода в Японии. Предыдущей эрой, начинавшейся на «р», была Рякуо; она началась за 680 лет до Рэйва. Сочетанием «рэй» начиналась только одна эра — Рэйки, принятая в самом начале периода Нара почти 1300 годами ранее. Всего же из 247 предшествующих японских периодов только три начинались названием на «р» (оставшаяся третья это эра Рякунин из периода Камакура). На непредпочтительность этого звука как начального могло повлиять то, что в японском языке каких-либо исконных слов, которые начинались бы на фонему /r/, изначально нет.
У китайского сановника империи Тан Сюэ Юаньчао, жившего между 622 и 683 годами, в письме за 676 год императору под заглавием «Письмо от сановника Императору с советом Его Величеству о нежелательности участия чужеземцев в качестве сопровождения на охоте» (諫蕃官仗內射生疏) можно найти ещё более похожую на источник в «Манъёсю», чем в «Рапсодии» Чжан Хэна, фразу: «時惟令月，景淑風和». Выражение 景淑風和 у Сюэ Юаньчао всего на один иероглиф отличается от выражения 氣淑風和 в «Манъёсю», а смысл у всех совпадающих иероглифов один и тот же.

### Имена с той же записью
- В Японии сочетание кандзи 令和 можно было задолго до объявления того, как будет называться эра Рэйва, изредка встретить в качестве личных имён с чтением «Ёсикадзу», «Норикадзу» и прочими[72]; для некоторых их носителей это послужило толчком к популярности 1 апреля 2019[73]. Сюда же можно отнести и обратное сочетание 和令, записывающее, к примеру, имя «Кадзунори»[74].
- Эти же иероглифы были вторым именем у чиновника империи Южная Сун Цзян Ми (江謐, 431—482), у чиновника империи Северная Вэй Чжан Юна (趙邕, умер в 525) и у полководца империи Суй Цифу Хуэя (乞伏慧, годы жизни неизвестны); у всех оно было 令和 — Линхэ.

### Прочее
По формату обозначения года с сокращением до первой буквы латинского алфавита, принятом в паспортах и личных удостоверениях, 18-й год Рэйва (2036 год), если он наступит, будет записываться как R18 — в Японии это означает «18+». Предположение вызвало волну эмоций по отношению к участи тех, кому предстоит родиться в 2036 году.
В Китае в конце 2018 года была занесена в национальный реестр торговая марка сакэ и других винно-водочных изделий «Линхэ» (令和); по-видимому, это совпадение. В Японии регистрация названий любых из официальных японских эр в качестве торговых марок находится под запретом.
К числу непрямых интерпретаций «Рэйва» можно отнести такое понимание этого названия эры, как «Cool Japan» (яп. クールジャパン). Это достигается за счёт того, что первый иероглиф 令 (рэй) принимается за другой, но похожий на него 冷 (рэй) — который означает главным образом «холодный», «прохладный» (кунъёми: つめたい цумэтай); при буквальном переводе на английский язык из этого получается «cool». Второй же иероглиф 和 (ва) по этнографическим стечениям обстоятельств имеет со средних веков вдобавок к своим изначальным значениям ещё и значение «японский», «Япония» (кунъёми: やまと Ямато) — естественным образом это даёт английское «Japan».
В Unicode ещё с сентября 2018 года была зарезервирована Unicode Consortium кодовая позиция (U+32FF ㋿ square era name reiwa) для нового глифа, визуально в один знак комбинирующего составляющие название эры иероглифы. Такие же уже есть для всех остальных предшествующих конституционных периодов:
- Мэйдзи (U+337E ㍾ square era name meizi);
- Тайсё (U+337D ㍽ square era name taisyou);
- Сёва (U+337C ㍼ square era name syouwa);
- Хэйсэй (U+337B ㍻ square era name heisei).

Версия Unicode, начиная с которой поддерживается такой квадратный знак и для Рэйва — Unicode 12.1.0, — вышла 7 мая 2019 года.